# Franz Schall
Franz Schall (ur. 1 czerwca 1918 w Grazu, zm. 10 kwietnia 1945 w Parchim) – niemiecki as myśliwski z okresu II wojny światowej odznaczony Krzyżem Rycerskim. 
Rankiem 8 listopada 1944 zestrzelił trzy samoloty P-51 Mustang należące do USAAF, eskortujące amerykańskie bombowce; później doznał awarii. Podczas próby doszybowania do lotniska w Hesepe (obecnie część Bramsche) został przechwycony przez Mustanga pilotowanego przez porucznika Jamesa W. Kenneya z 357 Grupy Myśliwskiej, który mocno uszkodził samolot Me 262 A-1a (W.Nr. 110 404) należący do Schalla. Pilot ratował się skokiem na spadochronie.
Pod koniec wojny, 22 marca 1945, zestrzelił Jaka-9, prawdopodobnie pilotowanego przez L.I. Sivko z 812 IAP, pierwszego radzieckiego pilota zestrzelonego przez odrzutowy Me 262.
10 kwietnia 1945 Schall zestrzelił kolejnego Mustanga – swoją 137. i ostatnią ofiarę. Następnie próbował przeprowadzić awaryjne lądowanie w Parchim. Jego samolot wjechał jednak w krater po wybuchu bomby i eksplodował, zabijając pilota na miejscu.
Franz Schall zestrzelił 137 samolotów w czasie 550 misji. Większość swoich zestrzeleń osiągnął na Froncie Wschodnim, w tym 61 szturmowych Ił-2. Wszystkie 14 zwycięstw na Froncie Zachodnim osiągnął latając na Me 262.

## Odznaczenia
- Krzyż Rycerski Krzyża Żelaznego – 10 października 1944
- Krzyż Niemiecki w Złocie – 20 marca 1944
- Krzyż Żelazny I Klasy
- Krzyż Żelazny II Klasy
- Puchar Honorowy Luftwaffe – 22 lutego 1944
- Wymieniony raz we wspomnieniach imiennych Wehrmachtbericht – 1 września 1944